# Paradoja de la hoja de té

La línea azul es el flujo secundario que empuja a las hojas de té al medio del fondo

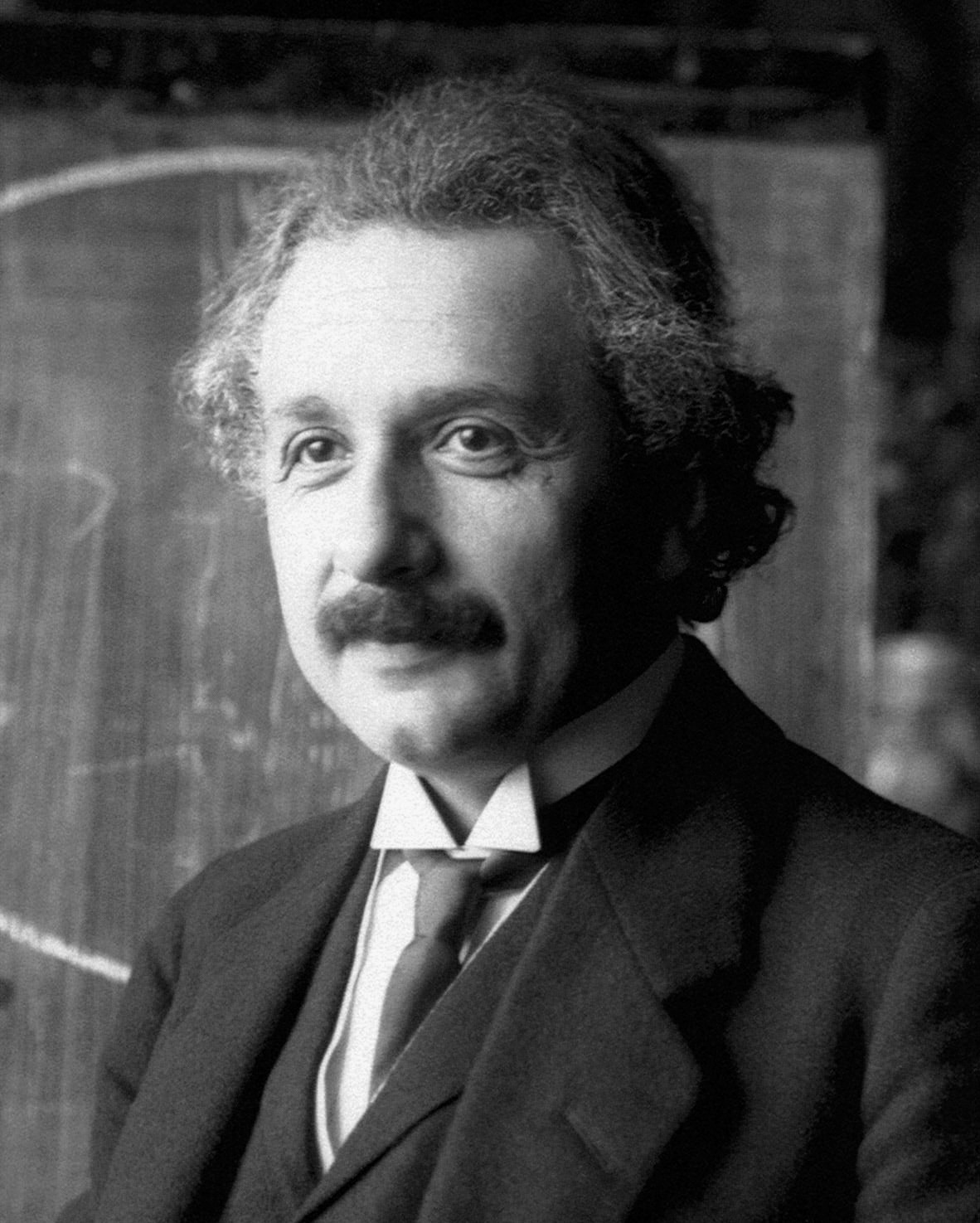
Albert Einstein solucionó la paradoja en 1926

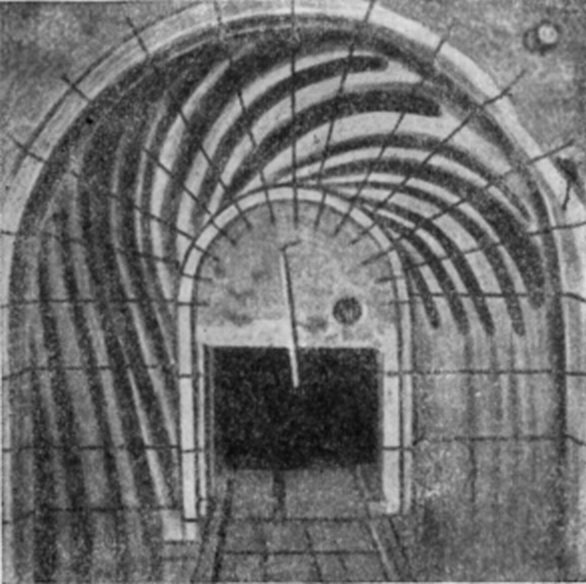
Visualización de flujo secundario en modelo de curva de río (A.ya.Milovich, 1913, flujo de derecha a izquierda). El flujo inferior está marcado mediante tintura inyectada con una pipeta.

La paradoja de la hoja de té describe un fenómeno en el que las hojas de té en una taza van al centro y fondo después de agitada, en lugar de ir a los bordes de la taza, como se esperaría del efecto centrífugo. La formación de flujos secundarios en un canal anular fue estudiado en teoría por Boussinesq ya en 1868. La migración de partículas cercanas al fondo en corrientes curvas fue experimentado por Milovich en 1913. La primera solución provino de Albert Einstein en un documento de 1926 donde explica la erosión de las orillas de un río (Ley de Baer).

## Explicación
Girando el recipiente se logra que el líquido gire dentro de la taza. Para mantener este recorrido curvo se requiere una fuerza centrípeta similar a la tensión de una cuerda cuando se hace girar una bola sobre la cabeza .Se produce un gradiente de presión hacia afuera (la presión es más alta en el exterior que en el centro).
Aun así, cerca de los bordes inferior y exterior el líquido se retrasa por la fricción contra la taza. Allí la fuerza centrípeta es más débil y no puede vencer al gradiente de presión, así que estas diferencias de presión devienen más importantes para el flujo de agua. Esto determina una capa límite o más específicamente una capa de Ekman.
Debido a la inercia, la presión es más alta a lo largo del borde que en el medio. Si todo el líquido rotara como cuerpo sólido, la fuerza hacia el interior (centrípeta) emparejaría a la fuerza inercial de rotación y no habría movimientos hacia afuera o hacia adentro.
En una taza de té, donde la rotación es más lenta en el fondo, el gradiente de presión prevalece y crea un flujo hacia adentro a lo largo del fondo. Más arriba, el flujo secundario centrípeto se mueve a lo largo del fondo trayendo las hojas al centro. Las hojas son demasiado pesadas para ascender, así que se quedan allí. Combinado con el flujo rotacional primario, las hojas girarán en el centro de la base.

## Aplicaciones
El fenómeno se ha utilizado para desarrollar una nueva técnica para separar glóbulos rojos del plasma sanguíneo, para entender sistemas de presión atmosférica, y en el proceso de elaboración de cerveza para separar el residuo coagulado en la centrifugadora.